# Vincenzo Di Benedetto
Pour les articles homonymes, voir Benedetto.
Vincenzo Di Benedetto, né à Altomonte le 12 janvier 1934, mort à Pise le 19 ou le 20 juillet 2013, est un universitaire italien, spécialiste en langue, littérature et philologie grecque.

## Biographie
Fils du tailleur Saverio Di Benedetto e de Maria Gaetana, née Santoro, Vincenzo Di Benedetto passait son enfance à Saracena (Calabre) et fréquentait le lycée classique à Castrovillari. Admis à l’École normale supérieure de Pise, il était boursier à Pise et à Oxford (Corpus Christi College) de 1952 à 1958. Parmi ses professeurs étaient Aurelio Peretti, Augusto Campana, Alessandro Perosa, Ignazio Cazzaniga, Giovanni Pugliese Carratelli, Vittorio Bartoletti et Eduard Fraenkel, mais il profitait aussi, en dehors de ses études universitaires, de l'influence du latiniste Sebastiano Timpanaro et de la mère de celui-ci, l'historienne de la philosophie grecque Maria Timpanaro Cardini. Dès 1969 jusqu'à sa retraite en 2006, il était professeur de littérature grecque à l'université de Pise ainsi que, dès 1971 jusqu'en 1993, de philologie classique à la Scuola Normale. À partir de 1996 il souffrait de la maladie de Parkinson et passait les dernières années de sa vie en fauteuil roulant, mais continuait ses recherches jusqu'à quelques semaines de sa mort.
Le 14 mai 1972 il épousa la philologue Diana Fiorini; leur fils Saverio naquit le 27 novembre 1972. Parmi ses nombreux élèves il comptait Luigi Battezzato, Franco Ferrari, Alessandro Lami, Daniela Manetti, Maria Chiara Martinelli, Enrico Medda, Maria Pia Pattoni et Amneris Roselli.
Spécialisé en histoire de la grammaire grecque, tragédie grecque (surtout Euripide), le corpus hippocratique, Sappho et l'épique archaïque, il est aussi l'auteur de livres sur Foscolo et Alessandro Manzoni et de nombreux articles sur Théophraste, Posidippe, Virgile, Dante et Montale, ainsi que d'éditions bilingues commentées destinées à la fois au grand public et aux spécialistes. La dernière de celles-ci, l'édition bilingue de l'Odyssée (2010), fut qualifiée par Barbara Graziosi dans son compte rendu de "monumental achievement". Le choix de ses articles publié par Riccardo Di Donato, en 2007, sous le titre Il richiamo del testo remplit quatre gros volumes et contient des résultats très importants, par exemple la preuve qu'Aristote est une source beaucoup plus fiable qu'on avait pensé auparavant, mais aussi des polémiques parfois féroces, surtout contre les structuralistes français Jean-Pierre Vernant et Pierre Vidal-Naquet.

## Sélection des œuvres
- Elenco cronologico delle publicazioni. (PDF) Dans Il richiamo del testo. Contributi di filologia e letteratura, I–IV. Prefazione a cura di R. Di Donato. Pise 2007, vol. I, Ss. XIII-XXXI (Biographie en ordre chronologique 1955-2007).
- La tradizione manoscritta euripidea. Padoue 1965.
- Euripidis Orestes. Introduzione, testo critico, commento e appendice metrica. Florence 1965.
- Euripide: teatro e società. Turin 1971,  (ISBN 88-06-12872-8).
- L'ideologia del potere e la tragedia greca. Ricerche su Eschilo. Turin 1978,  (ISBN 88-06-35469-8).
- avec Alessandro Lami: Filologia e marxismo. Contro le mistificazioni. Naples 1981,  (ISBN 88-207-1005-6).
- Sofocle. Florence 1983, 2nde édition 1988,  (ISBN 88-221-0386-6).
- Il medico e la malattia. La scienza di Ippocrate. Turin 1986,  (ISBN 88-06-59327-7).
- avec Franco Ferrari: Saffo, Poesie. Introduzione di Vincenzo Di Benedetto. Traduzione e note di Franco Ferrari. Milan 1987,  (ISBN 88-17-16623-5).
- Lo scrittoio di Ugo Foscolo. Turin 1990,  (ISBN 88-06-11714-9).
- Ugo Foscolo, Il sesto tomo dell' Io. Edizione critica e commento. Turin 1991,  (ISBN 88-06-12179-0).
- Nel laboratorio di Omero. Turin 1994, 2e édition amplifiée 1998,  (ISBN 88-06-12738-1).
- La tragedia sulla scena: la tragedia greca in quanto spettacolo teatrale (avec Enrico Medda). Turin 1997,  (ISBN 88-06-13777-8).
- Guida ai Promessi sposi. I personaggi, la gente, le idealità. Milan 1999,  (ISBN 88-17-17268-5).
- Euripide, Le Baccanti. Premessa, introduzione, traduzione, costituzione del testo originale e commento a cura di V. Di Benedetto, appendice metrica di E. Cerbo. Milan 2004,  (ISBN 88-298-0130-5).
- Il richiamo del testo. Contributi di filologia e letteratura, I–IV. Prefazione a cura di R. Di Donato. Pisa 2007 (gesammelte kleine Schriften).
- Omero: Odissea. Mailand 2010,  (ISBN 978-88-17-02071-8). – Compte rendu de Barbara Graziosi, in: Bryn Mawr Classical Review 2011.11.36.